# Контрольний список птахів Північної Америки АОТ
Контрольний список птахів Північної Америки — це перелік видів птахів, знайдених на північноамериканському континенті, який періодично переглядається та оновлюється згідно з актуальними науковими даними Американським орнітологічним товариством (АОТ) англ. American Ornithological Society (AOS). Фактично, цей Контрольний список публікувався попередником АОТ — Американською орнітологічною спілкою англ. the American Ornithologists' Union (AOU). АОТ утворилось злиття Спілки з Куперівською орнітологічною спілкою (англ. Cooper Ornithological Society (COS)). Cooper Ornithological Society у 2016 . Контрольний список птахів Північної Америки вперше був опублікований у 1886; сьома з ряду редакція була опублікована у 1998 і від того часу оновлюється щороку у загальнодоступному журналі «Ібіс» англ. The Ibis. За останні 127 років загалом опубліковано сім нових редакцій і 54 додатки (малі зміни).